# Xandros
Xandros foi uma distribuição Linux. O principal enfoque da distribuição é a interface gráfica e a facilidade para a utilização tornando-o especial para uma migração de Windows para Linux, especialmente em empresas. O objetivo visual da distribuição é ser relativamente parecido com o Windows XP. Seu nome é derivado de "X Window System" e o nome da ilha grega de "Andros". 
O Xandros foi desenvolvido pela Xandros Incorporated, fundada em maio de 2001, a companhia possui sede em Nova York, com escritórios em Frankfurt, São Paulo e Ottawa no Canadá. 
Suas distribuições são baseadas no Corel Linux, que por sua vez é uma distribuição baseada em Debian.
Em Julho de 2007, Xandros comprou o Scalix, um cliente de e-mail e colaboração linux, baseado no HP OpenMail. Em Julho de 2008, a Xandros adquiriu a Linspire.